# Santino Loddo
Santino Adamo Loddo (Orotelli, 1º novembre 1952) è un politico italiano.

## Biografia
Laureato in sociologia, fu candidato per Rinnovamento Italiano alle elezioni europee del 1999, ottiene 198 preferenze nella circoscrizione nord-occidentale e non risulta eletto.
Alle elezioni politiche del 2001 fu candidato alla Camera dei deputati dalla Margherita e venne eletto. A Montecitorio fu membro delle Commissioni Difesa, Agricoltura e Lavoro pubblico e privato. Concluse il proprio mandato parlamentare nel 2006.